# Гавриловский (Самарская область)
Гавриловский — посёлок в Алексеевском районе Самарской области, входит в сельское поселение Гавриловка.

## Географическое положение
Посёлок находится степной безлесной зоне Возвышенного Заволжья на расстоянии 147 км от Самары и в 70 км от села Богатое.

## История
Главные достопримечательности посёлка — музей-усадьба Льва Толстого и конно-спортивный праздник «Степные скачки», проходивший в посёлке в 2005, 2006 и 2007 годах.

## Население
| 1986 | 2002 | 2010 | 2014 | 2015 |
| ---- | ---- | ---- | ---- | ---- |
| 133  | ↗136 | ↘116 | ↘109 | ↘108 |

Национальный состав
Согласно результатам переписи 2002 года, в национальной структуре населения русские составляли 57 % от жителей.